# Балицкий, Антон Васильевич
Анто́н Васи́льевич Бали́цкий (бел. Антон Васілевіч Баліцкі; 4 [16] сентября 1891, деревня Баличи, Гродненская губерния — 31 октября 1937, Минск) — белорусский государственный деятель; нарком просвещения Белорусской ССР (1926—1929); один из создателей и проводников государственной политики беларусизации.

## Биография
Родился в крестьянской семье. В 1910 г. окончил Свислочскую учительскую семинарию, в 1916 г. — Витебский учительский институт.
В 1916—1917 гг. служил в русской армии, воевал на Румынском фронте. Участвовал в гражданской войне. После демобилизации работал в Главсоцвосе при Одесском наркомате образования, затем — председатель Союза работников просвещения в Одессе. В 1920 г. вступил в РКП(б).
С 1921 г. жил в Минске. С 1922 г. — заместитель наркома, с 1926 г. — нарком просвещения Белорусской ССР. Возглавлял секцию белорусского языка и литературы Института белорусской культуры. С 1929 г. — член Президиума Белорусской Академии наук. Избран кандидатом в члены ЦК КП(б) Беларуси и членом ЦИК Белорусской ССР.
В 1929 г. его критиковали за национал-демократические взгляды. В августе 1929 г. переведён на работу на завод им. Ланцуцкого в Гомеле. В августе 1930 г. уволен; вернулся в Минск. Ночью 4 сентября 1930 г. арестован по сфальсифицированному делу контрреволюционной нацдемовской организации «Союз освобождения Белоруссии», исключён из партии; вместе с Д. Прищеповым, А. Адамовичем и П. В. Ильюченком постановлением Коллегии ОГПУ БССР от 18 марта 1931 г. по ст. 58, п. 2, 11 УК РСФСР приговорён к 10 годам исправительно-трудовых лагерей, в августе 1931 г. этапирован в Соловецкий лагерь особого назначения. В ноябре 1931 г. его жена просила Е. П. Пешкову ходатайствовать о помиловании.
Осенью 1937 г. арестован, 30 октября Военной коллегией Верховного суда СССР 30 октября 1937 г. по ст. 68 п. «а», 69, 70 и 76 УК БССР приговорён к исключительной мере наказания; расстрелян в Минске 31 октября 1937 г.
Реабилитирован:
- по первому приговору — 14 июня 1988 г. Верховным судом БССР,
- по второму приговору — 25 марта 1958 г. Военной коллегией Верховного суда СССР

Имя А.В. Балицкого носит одна из улиц в Гродно.

### Семья
Жена — Т. П. Балицкая, врач; двое детей.